# Eurysternus harlequin
Eurysternus harlequin là một loài bọ cánh cứng trong họ Bọ hung (Scarabaeidae).